# Ronde van de Alpen 2019
De 43e editie van de wielerwedstrijd Ronde van de Alpen (voorheen Ronde van Trentino) vond plaats in 2019 van 22 tot en met 26 april. De start was in Kufstein, de finish in Bozen. De ronde maakte deel uit van de UCI Europe Tour van dit seizoen, in de categorie 2.HC. De winnaar van 2018, de Fransman Thibaut Pinot, werd opgevolgd door de Rus Pavel Sivakov.

## Deelname
| WorldTour        | (Pro)Continentaal             | Nationaal |
| ---------------- | ----------------------------- | --------- |
| AG2R La Mondiale | Androni Giocattoli-Sidermec   | Italië    |
| Astana Pro Team  | Arkéa Samsic                  |           |
| Bahrain-Merida   | Bardiani CSF                  |           |
| BORA-hansgrohe   | Caja Rural-Seguros RGA        |           |
| Team Sky         | Euskadi Basque Country-Murias |           |
|                  | Gazprom-RusVelo               |           |
|                  | Giotti Victoria–Palomar       |           |
|                  | Manzana Postobón Team         |           |
|                  | Neri-Selle Italia-KTM         |           |
|                  | Nippo-Vini Fantini-Faizanè    |           |
|                  | Team Colpack                  |           |
|                  | Team Felbermayr-Simplon Wels  |           |
|                  | Team Vorarlberg Santic        |           |
|                  | Tirol Cycling Team            |           |

## Etappe-overzicht
| etappe    | datum    | start                     | finish          | type      | afstand  | winnaar            | klassementsleider  |
| --------- | -------- | ------------------------- | --------------- | --------- | -------- | ------------------ | ------------------ |
| 1e etappe | 22 april | Kufstein                  | Kufstein        | Heuvelrit | 144 km   | Tao Geoghegan Hart | Tao Geoghegan Hart |
| 2e etappe | 23 april | Reith im Alpbachtal       | Schenna         | Bergrit   | 178,7 km | Pavel Sivakov      | Pavel Sivakov      |
| 3e etappe | 24 april | Salurn                    | Baselga di Pinè | Bergrit   | 106,3 km | Fausto Masnada     | Pavel Sivakov      |
| 4e etappe | 25 april | Baselga di Pinè           | Cles            | Bergrit   | 134 km   | Tao Geoghegan Hart | Pavel Sivakov      |
| 5e etappe | 26 april | Kaltern an der Weinstraße | Bozen           | Bergrit   | 148,7 km | Fausto Masnada     | Pavel Sivakov      |

## Eindklassementen
| Plaats      | Naam               | Ploeg                       | Tijd      |
| ----------- | ------------------ | --------------------------- | --------- |
| Paarse trui | Pavel Sivakov      | Team Sky                    | 18u58'00" |
| 2           | Tao Geoghegan Hart | Team Sky                    | + 27"     |
| 3           | Vincenzo Nibali    | Bahrain Merida              | + 33"     |
| 4           | Mattia Cattaneo    | Androni Giocattoli-Sidermec | + 1'03"   |
| 5           | Fausto Masnada     | Androni Giocattoli-Sidermec | + 1'13"   |
| 6           | Rafal Majka        | BORA-hansgrohe              | + 1'46"   |
| 7           | Jan Hirt           | Astana Pro Team             | + 2'03"   |
| 8           | Dario Cataldo      | Astana Pro Team             | + 2'58"   |
| 9           | Roland Thalmann    | Team Vorarlberg             | + 3'14"   |
| 10          | Aleksandr Vlasov   | Gazprom-RusVelo             | + 4'27"   |

| Plaats      | Naam            | Ploeg                         | Punten |
| ----------- | --------------- | ----------------------------- | ------ |
| Groene trui | Sergio Samitier | Euskadi Basque Country-Murias | 23     |
| 2           | Carlos Quintero | Manzana Postobón Team         | 21     |
| 3           | Emil Dima       | Giotti Victoria-Palomar       | 9      |

| Plaats     | Naam             | Ploeg                       | Tijd      |
| ---------- | ---------------- | --------------------------- | --------- |
| Witte trui | Pavel Sivakov    | Team Sky                    | 18u58'00" |
| 2          | Aleksandr Vlasov | Gazprom-RusVelo             | + 4'27"   |
| 3          | Miguel Flórez    | Androni Giocattoli-Sidermec | + 22'47"  |

1962 · 1963 · 1964-78 ·1979 · 1980 · 1981 · 1982 · 1983 · 1984 · 1985 · 1986 · 1987 · 1988 · 1989 · 1990 · 1991 · 1992 · 1993 · 1994 · 1995 · 1996 · 1997 · 1998 · 1999 · 2000 · 2001 · 2002 · 2003 · 2004 · 2005 · 2006 · 2007 · 2008 · 2009 · 2010 · 2011 · 2012 · 2013 · 2014 · 2015 · 2016 · 2017 · 2018 · 2019 · 2020 · 2021 · 2022 · 2023 · 2024